# Свејнсборо (Џорџија)
Свејнсборо (Џорџија) (енгл. Swainsboro) град је у америчкој савезној држави Џорџија. По попису становништва из 2010. у њему је живело 7.277 становника.

## Демографија
Према попису становништва из 2010. у граду је живело 7.277 становника, што је 334 (4,8%) становника више него 2000. године.
| Група             | 2000.         | 2010.         |
| Белци             | 3.302 (47,6%) | 2.686 (36,9%) |
| Афроамериканци    | 3.449 (49,7%) | 4.108 (56,5%) |
| Азијати           | 24 (0,3%)     | 81 (1,1%)     |
| Хиспаноамериканци | 141 (2,0%)    | 348 (4,8%)    |
| Укупно            | 6.943         | 7.277         |